# Saison 2019 de l'équipe cycliste Jumbo-Visma
La saison 2019 de l'équipe cycliste Jumbo-Visma est la vingt-quatrième de cette équipe.

## Préparation de la saison 2019

### Sponsors et financement de l'équipe
La chaîne de supermarchés Jumbo, co-sponsor de l'équipe depuis 2015,. En 2016, la loterie néerlandaise, Brand Loyalty et Jumbo prolongent leur engagement jusque fin 2018,, en devient le sponsor principal en 2019. Elle remplace la loterie néerlandaise, qui l'était depuis 2015. Jumbo s'est engagé pour cinq saisons à partir de 2019, avec la prévision un accroissement du budget. L'éditeur de logiciels norvégien Visma devient cosponsor en 2019.

### Arrivées et départs
| Arrivées           | Équipe 2018                 |
| ------------------ | --------------------------- |
| Laurens De Plus    | Quick Step Floors           |
| Lennard Hofstede   | Sunweb                      |
| Tony Martin        | Katusha-Alpecin             |
| Mike Teunissen     | Sunweb                      |
| Wout van Aert      | Cibel-Cebon                 |
| Taco van der Hoorn | Roompot-Nederlandse Loterij |
| Jonas Vingegaard   | ColoQuick                   |

| Départs          | Équipe 2019     |
| ---------------- | --------------- |
| Enrico Battaglin | Katusha-Alpecin |
| Lars Boom        | Roompot-Charles |
| Stef Clement     | retraite        |
| Bram Tankink     | retraite        |
| Gijs Van Hoecke  | CCC             |
| Robert Wagner    | Arkea-Samsic    |

## Coureurs et encadrement technique

### Effectif
| Cycliste              | Date de naissance | Nationalité      | Équipe 2018                                  |  |
| --------------------- | ----------------- | ---------------- | -------------------------------------------- |  |
| George Bennett        | 7 avril 1990      | Nouvelle-Zélande | Lotto NL-Jumbo                               |  |
| Koen Bouwman          | 2 décembre 1993   | Pays-Bas         | Lotto NL-Jumbo                               |  |
| Laurens De Plus       | 4 septembre 1995  | Belgique         | Quick Step Floors                            |  |
| Floris De Tier        | 20 janvier 1992   | Belgique         | Lotto NL-Jumbo                               |  |
| Pascal Eenkhoorn      | 8 février 1997    | Pays-Bas         | Lotto NL-Jumbo                               |  |
| Robert Gesink         | 31 mai 1986       | Pays-Bas         | Lotto NL-Jumbo                               |  |
| Dylan Groenewegen     | 21 juin 1993      | Pays-Bas         | Lotto NL-Jumbo                               |  |
| Lennard Hofstede      | 29 décembre 1994  | Pays-Bas         | Sunweb                                       |  |
| Amund Grøndahl Jansen | 11 février 1994   | Norvège          | Lotto NL-Jumbo                               |  |
| Steven Kruijswijk     | 7 juin 1987       | Pays-Bas         | Lotto NL-Jumbo                               |  |
| Sepp Kuss             | 13 septembre 1994 | États-Unis       | Lotto NL-Jumbo                               |  |
| Tom Leezer            | 26 décembre 1985  | Pays-Bas         | Lotto NL-Jumbo                               |  |
| Bert-Jan Lindeman     | 16 juin 1989      | Pays-Bas         | Lotto NL-Jumbo                               |  |
| Paul Martens          | 26 octobre 1983   | Allemagne        | Lotto NL-Jumbo                               |  |
| Tony Martin           | 23 avril 1985     | Allemagne        | Katusha-Alpecin                              |  |
| Daan Olivier          | 24 novembre 1992  | Pays-Bas         | Lotto NL-Jumbo                               |  |
| Neilson Powless       | 3 septembre 1996  | États-Unis       | Lotto NL-Jumbo                               |  |
| Primož Roglič         | 29 octobre 1989   | Slovénie         | Lotto NL-Jumbo                               |  |
| Timo Roosen           | 11 janvier 1993   | Pays-Bas         | Lotto NL-Jumbo                               |  |
| Mike Teunissen        | 25 août 1992      | Pays-Bas         | Sunweb                                       |  |
| Antwan Tolhoek        | 29 avril 1994     | Pays-Bas         | Lotto NL-Jumbo                               |  |
| Wout van Aert         | 15 septembre 1994 | Belgique         | Cibel-Cebon                                  |  |
| Taco van der Hoorn    | 4 décembre 1993   | Pays-Bas         | Roompot-Nederlandse Loterij                  |  |
| Jos van Emden         | 18 février 1985   | Pays-Bas         | Lotto NL-Jumbo                               |  |
| Danny van Poppel      | 26 juillet 1993   | Pays-Bas         | Lotto NL-Jumbo                               |  |
| Jonas Vingegaard      | 10 décembre 1996  | Danemark         | ColoQuick                                    |  |
| Maarten Wynants       | 13 mai 1982       | Belgique         | Lotto NL-Jumbo                               |  |
| Stagiaire             | Date de naissance | Nationalité      | Équipe 2019                                  |  |
| Stef Krul             | 15 juillet 1995   | Pays-Bas         | Metec-TKH Continental Cyclingteam p/b Mantel |  |

## Bilan de la saison

### Victoires
| Date       | Course                                           | Pays                | Classe | Vainqueur             |
| ---------- | ------------------------------------------------ | ------------------- | ------ | --------------------- |
| 10/02/2019 | 5e étape du Tour de la Communauté valencienne    | Espagne             | 2.1    | Dylan Groenewegen     |
| 23/02/2019 | 4e étape du Tour de l'Algarve                    | Portugal            | 2.HC   | Dylan Groenewegen     |
| 24/02/2019 | 1re étape de l'UAE Tour                          | Émirats arabes unis | 2.UWT  | Jumbo-Visma           |
| 01/03/2019 | 6e étape de l'UAE Tour                           | Émirats arabes unis | 2.UWT  | Primož Roglič         |
| 02/03/2019 | Classement général de l'UAE Tour                 | Émirats arabes unis | 2.UWT  | Primož Roglič         |
| 10/03/2019 | 1re étape de Paris-Nice                          | France              | 2.UWT  | Dylan Groenewegen     |
| 11/03/2019 | 2e étape de Paris-Nice                           | France              | 2.UWT  | Dylan Groenewegen     |
| 19/03/2019 | Classement général de Tirreno-Adriatico          | Italie              | 2.UWT  | Primož Roglič         |
| 27/03/2019 | Trois Jours de Bruges-La Panne                   | Belgique            | 1.UWT  | Dylan Groenewegen     |
| 01/05/2019 | 1re étape du Tour de Romandie                    | Suisse              | 2.UWT  | Primož Roglič         |
| 04/05/2019 | 4e étape du Tour de Romandie                     | Suisse              | 2.UWT  | Primož Roglič         |
| 05/05/2019 | 5e étape du Tour de Romandie                     | Suisse              | 2.UWT  | Primož Roglič         |
| 05/05/2019 | Classement général du Tour de Romandie           | Suisse              | 2.UWT  | Primož Roglič         |
| 11/05/2019 | 1re étape du Tour d'Italie                       | Italie              | 2.UWT  | Primož Roglič         |
| 14/05/2019 | 1re étape des Quatre Jours de Dunkerque          | France              | 2.HC   | Dylan Groenewegen     |
| 15/05/2019 | 2e étape des Quatre Jours de Dunkerque           | France              | 2.HC   | Dylan Groenewegen     |
| 16/05/2019 | 3e étape des Quatre Jours de Dunkerque           | France              | 2.HC   | Dylan Groenewegen     |
| 18/05/2019 | 5e étape des Quatre Jours de Dunkerque           | France              | 2.HC   | Mike Teunissen        |
| 19/05/2019 | 9e étape du Tour d'Italie                        | Italie              | 2.UWT  | Primož Roglič         |
| 19/05/2019 | 6e étape des Quatre Jours de Dunkerque           | France              | 2.HC   | Mike Teunissen        |
| 19/05/2019 | Classement général des Quatre Jours de Dunkerque | France              | 2.HC   | Mike Teunissen        |
| 24/05/2019 | 1re étape des Hammer Series Stavanger            | Norvège             | 2.1    | Jumbo-Visma           |
| 26/05/2019 | Hammer Series Stavanger                          | Norvège             | 2.1    | Jumbo-Visma           |
| 12/06/2019 | 4e étape du Critérium du Dauphiné                | France              | 2.UWT  | Wout van Aert         |
| 13/06/2019 | 5e étape du Critérium du Dauphiné                | France              | 2.UWT  | Wout van Aert         |
| 19/06/2019 | Prologue du ZLM Tour                             | Pays-Bas            | 2.1    | Jos van Emden         |
| 20/06/2019 | 1re étape du ZLM Tour                            | Pays-Bas            | 2.1    | Dylan Groenewegen     |
| 20/06/2019 | 6e étape du Tour de Suisse                       | Suisse              | 2.UWT  | Antwan Tolhoek        |
| 21/06/2019 | 2e étape du ZLM Tour                             | Pays-Bas            | 2.1    | Dylan Groenewegen     |
| 22/06/2019 | 3e étape du ZLM Tour                             | Pays-Bas            | 2.1    | Amund Grøndahl Jansen |
| 23/06/2019 | Classement général du ZLM Tour                   | Pays-Bas            | 2.1    | Mike Teunissen        |
| 26/06/2019 | Championnat des Pays-Bas du contre-la-montre     | Pays-Bas            | CN     | Jos van Emden         |
| 27/06/2019 | Championnat de Belgique du contre-la-montre      | Belgique            | CN     | Wout van Aert         |
| 28/06/2019 | Championnat d'Allemagne du contre-la-montre      | Allemagne           | CN     | Tony Martin           |
| 30/06/2019 | Championnat de Norvège sur route                 | Norvège             | CN     | Amund Grøndahl Jansen |
| 06/07/2019 | 1re étape du Tour de France                      | France              | 2.UWT  | Mike Teunissen        |
| 07/07/2019 | 2e étape du Tour de France                       | France              | 2.UWT  | Jumbo-Visma           |
| 12/07/2019 | 7e étape du Tour de France                       | France              | 2.UWT  | Dylan Groenewegen     |
| 15/07/2019 | 10e étape du Tour de France                      | France              | 2.UWT  | Wout van Aert         |
| 08/08/2019 | 6e étape du Tour de Pologne                      | Pologne             | 2.UWT  | Jonas Vingegaard      |
| 18/08/2019 | Classement général du BinckBank Tour             | Belgique            | 2.UWT  | Laurens De Plus       |
| 03/09/2019 | 10e étape du Tour d'Espagne                      | Espagne             | 2.UWT  | Primož Roglič         |
| 07/09/2019 | 1re étape du Tour de Grande-Bretagne             | Royaume-Uni         | 2.HC   | Dylan Groenewegen     |
| 08/09/2019 | 15e étape du Tour d'Espagne                      | Espagne             | 2.UWT  | Sepp Kuss             |
| 09/09/2019 | 3e étape du Tour de Grande-Bretagne              | Royaume-Uni         | 2.HC   | Dylan Groenewegen     |
| 11/09/2019 | 5e étape du Tour de Grande-Bretagne              | Royaume-Uni         | 2.HC   | Dylan Groenewegen     |
| 15/09/2019 | Classement général du Tour d'Espagne             | Espagne             | 2.UWT  | Primož Roglič         |
| 05/10/2019 | Tour d'Émilie                                    | Italie              | 1.HC   | Primož Roglič         |
| 08/10/2019 | Trois vallées varésines                          | Italie              | 1.HC   | Primož Roglič         |
| 12/10/2019 | Tacx Pro Classic                                 | Italie              | 1.1    | Dylan Groenewegen     |

### Résultats sur les courses majeures
Les tableaux suivants représentent les résultats de l'équipe dans les principales courses du calendrier international (les cinq classiques majeures et les trois grands tours). Pour chaque épreuve est indiqué le meilleur coureur de l'équipe, son classement ainsi que les accessits obtenus par Jumbo-Visma sur les courses de trois semaines.

#### Classiques
| Classique            | Milan-San Remo     | Tour des Flandres   | Paris-Roubaix       | Liège-Bastogne-Liège  | Tour de Lombardie  |
| -------------------- | ------------------ | ------------------- | ------------------- | --------------------- | ------------------ |
| Coureur (classement) | Wout van Aert (6e) | Wout van Aert (14e) | Mike Teunissen (7e) | Laurens De Plus (17e) | Primož Roglič (7e) |

#### Grands tours
| Grand tour           | Tour d'Italie                        | Tour de France                                                                                        | Tour d'Espagne                                                                         |
| -------------------- | ------------------------------------ | --- | -------------------------------------------------------------------------------------- |
| Coureur (classement) | Primož Roglič (3e)                   | Steven Kruijswijk (3e)                                                                                | Primož Roglič (1er)                                                                    |
| Accessits            | 2 victoires d'étapes (Primož Roglič) | 4 victoires d'étapes (Mike Teunissen, contre-la-montre par équipes, Dylan Groenewegen, Wout van Aert) | classement par points (Primož Roglič), 2 victoires d'étapes (Primož Roglič, Sepp Kuss) |